# Improphantes potanini
Improphantes potanini är en spindelart som först beskrevs av Andrei V. Tanasevitch 1989.  Improphantes potanini ingår i släktet Improphantes och familjen täckvävarspindlar. Inga underarter finns listade i Catalogue of Life.